# Pueblo Hidalgo (Guerrero)
Pueblo Hidalgo es una localidad del estado mexicano de Guerrero. Es parte del municipio de San Luis Acatlán.

## Toponimia
El nombre de la localidad rinde homenaje a Miguel Hidalgo, héroe de la Independencia de México y considerado Padre de la patria.

## Demografía
| Gráfica de evolución demográfica |
|                                  |

| Censo | Población |
| ----- | --------- |
| 1940  | 1 182     |
| 1950  | 1 413     |
| 1960  | 1 790     |
| 1970  | 797       |
| 1980  | 1 402     |
| 1990  | 2 269     |
| 2000  | 3 137     |
| 2010  | 3 716     |
| 2020  | 3 697     |